# Deinopis guasca
Deinopis guasca là một loài nhện trong họ Deinopidae.
Loài này thuộc chi Deinopis. Deinopis guasca được miêu tả năm 1943 bởi Cândido Firmino de Mello-Leitão.